# حيز روش

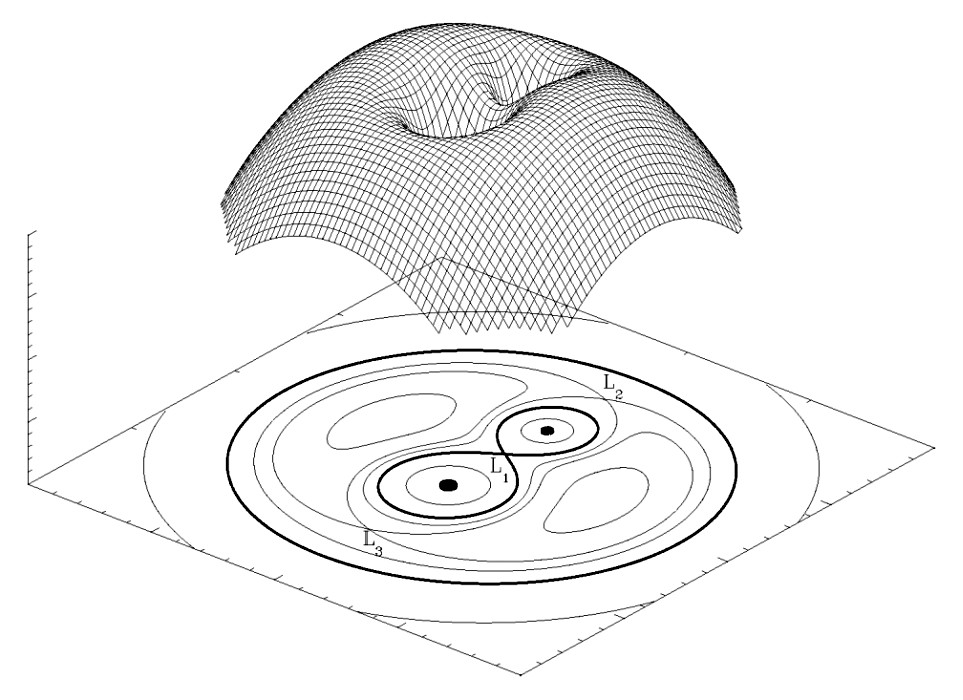
تمثيل ثلاثي الأبعاد لحيز روش لنظام نجم ثنائي ، كتلة أحدهما ضعف كتلة الآخر في أطار مرجعي دوراني. ويمثل شكل القطرتين المرسومتين في أسفل الرسم حيز روش لكل من النجمين. نقاط لاغرانج هي : {L1}و {L2} و {L3} التي عندها تلاشي القوى بعضها البعض ،ويمكن للمادة أن تنتقل عبر النقطة L1 من أحد النجمين إلى الآخر. Source.

حيز روش أو منطقة روش في الفلك (بالإنجليزية:Roche lobe ) هي منطقة في الفضاء حول النجم تكون كل ما فيها من مادة مرتبطة بالنجم بقوى الجاذبية . فإذا تمدد النجم وانتفخ بحيث يتعدى تلك المنطقة أمكن للمادة التحرر من قوة الجاذبية فتنتشر في الفضاء.
وإذا كان للنجم قرين ويكوّنا مع بعضهما نجما ثنائيا فإن المادة تسقط علي احدهما عبر نقطة لاغرانج . ويتخذ شكل المنطقة في تلك الحالة شكل القطرة الساقطة تتساوى على سطحها توزيع القوى الجاذبية مع وجود الطرف الممطوط للقطرة في اتجاه النجم القرين ( تلك النقطة هي نقطة لاغرانج L1 لنظام النجمين).
وحيز روش يختلف عن حد روش الذي يمثل طول المسافة التي عندها يبدأ انفصال جسمين تربطهما قوى الجاذبية ينفصلان بسبب قوة المد . وتختلف أيضا عن كرة روش التي تمثل كرة تأثير الجاذبية لأحد الأجرام السماوية في مواجهة تأثيرات جاذبية جسم آخر أكبر كتلة التي يدور حوله الجرم الأصغر . وقد سميت تلك المصطلاحات الفلكية حيز روش  و حد روش و كرة روش باسم العالم الفلكي الفرنسي إدوارد روش .

## تعريف منطقة روش

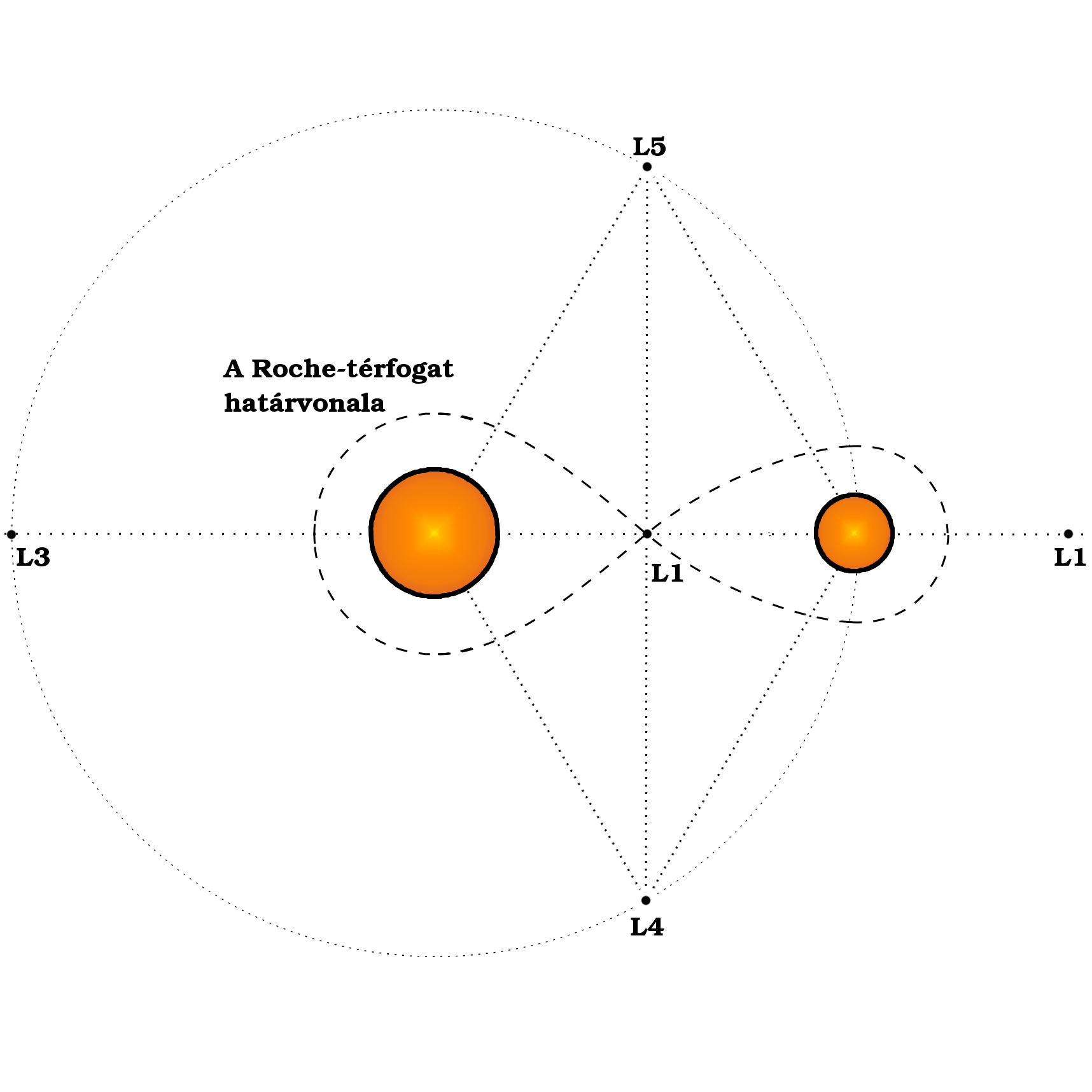
فصوص روش

في نظام ثنائي ذو مدارات دائرية يكون من المفيد وصف النظام في نظام احداثيات تدور مع دوران القرينين. وفي إطار لا عطالي يمكننا اعتبار القوى المركزية الطاردة وتعاملها مع قوى الجاذبية . ويمكن وصف التأثيرين بواسطة جهد غير متجه ، بحيث يقع سطح النجمين على السطح الذي تتساوى فيه قوى الجهد.
فإذا كان النجمان قريبان من بعضهما البعض تكون مساحات تساوي قوى الجاذبية كروية الشكل ، متزايدة القوة في كرات داخلية أصغر فأصغر حول كل نجم منهما. أما على بعد كبير نسبيا من فيتخذ سطح تساوي قوى الجاذبية بالتقريب شكل القطع الناقص الفراغي, ويكون ممطوطا في اتجاه خط ارتباط مركزي النجمين . وتوجد نقطة حرجة عند التقاطع L1 الذي يسمى نقطة لاغرانج للنظام عنها تتشكل أسطح تساوي قوى الجاذبية في شكل 8 يشغل كل نجم إحدى حلقاته (حلقتي الشكل 8). هذا الجهد المتساوي الحرج يمثل حيز روش.

## اقرأ أيضا
- قوانين كبلر
- نقاط لاغرانج